# Estuario Boca de Canales

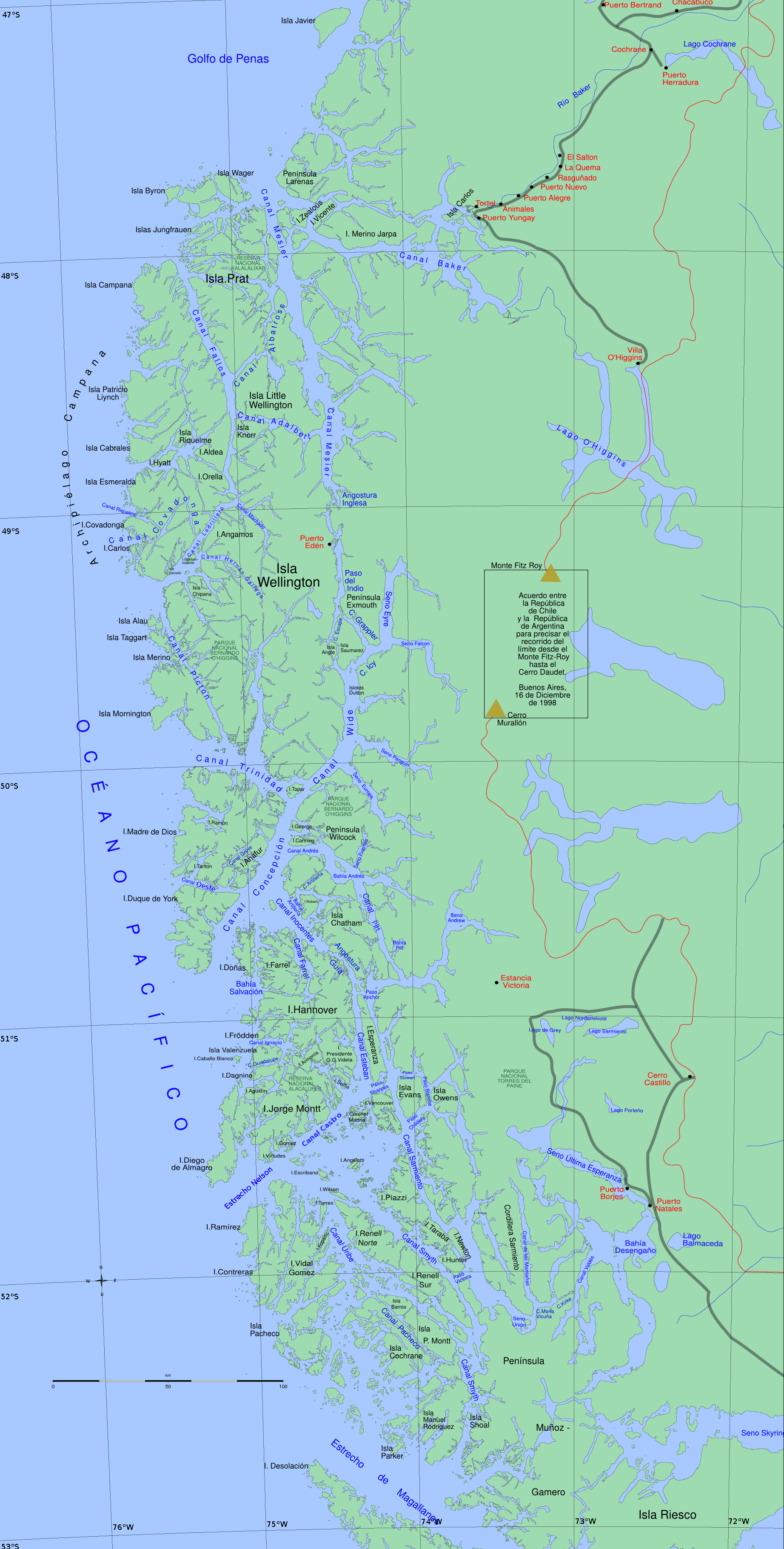
Golfo de Penas - Estrecho de Magallanes

Comuna de Tortel

El  estuario Boca de Canales  está situado en el océano Pacífico en la región austral de Chile, en la costa sureste del golfo de Penas a 11 nmi al NE de las islas Ayautau.
Administrativamente pertenece a la Región de Aysén del General Carlos Ibáñez del Campo y a la Provincia Capitán Prat, comuna de Tortel.
Desde hace aproximadamente 6.000 años sus costas fueron habitadas por el pueblo kawésqar.  A comienzos del siglo XXI este pueblo había sido prácticamente extinguido por la acción del hombre blanco.

## Ubicación
Mapa del estuario
Boca de Canales es la entrada de 4 nmi de ancho que se abre entre el cabo Machado y la punta Tianitau en la costa SE del golfo de Penas, está 11 nmi al NE de las islas Ayautau. Inicialmente el estuario fluye hacia el SE por 11 nmi. En este primer tramo se encuentra ubicada la rompiente Susto, los islotes Elena y las islas Hazard. También en este sector, en la costa sur, se abre un seno sin nombre de 5 nmi nmi de largo y en la costa norte otro seno sin nombre que se divide en dos partes, una de 5 nmi de largo y la otra de 10 nmi de largo.
Luego el estuario se divide en cinco brazos: el brazo del Norte de 10 nmi de largo, el del Este de 12 nmi, un brazo sin nombre de 9 nmi, el del Sur de 14 nmi y el del SW de 15 nmi de largo.

## Geología y orografía
En el pasado se produjo un hundimiento del territorio provocado por el encuentro, frente a la península de Taitao, de tres placas tectónicas: la de Nazca y la Antártica que se mueven hacia el este, y la Sudamericana que se desplaza hacia el oeste. Esta situación ocasionó un notorio hundimiento del borde de la placa Sudamericana bajando los suelos a su nivel actual, lo que se puede comprobar por la fragmentación del territorio y la penetración del mar en los lugares hundidos, surgiendo gran cantidad de islas.
Data de la época terciaria; y es producto de la misma causa geológica que hizo aparecer primero la cordillera de la Costa y luego la de los Andes. En la edad glacial, tomó su aspecto actual siendo la continuación hacia el sur de la cordillera de la Costa.
Es de origen ígneo por la clase de roca que lo constituye y por su relieve áspero e irregular, característico de las cadenas de erupción. No ofrecen abrigo para ningún tipo de nave, tan improductivas que no se ha informado que en él exista pesca ni caza.
En la costa norte del estuario destacan el monte Stokes de 800 metros de altura con una mancha blanca en su falda y el monte Triangular de 880 metros de altura por su forma. En la costa sur de la entrada, en la península Larenas, destaca un monte de 856 metros de alto.

## Climatología
La región es afectada continuamente por vientos del oeste y por el paso frecuente de sistemas frontales. Estos sistemas frontales se generan en la latitud 60° S, zona en la que confluyen masas de aire subtropical y masas de aire polar creando un cinturón de bajas presiones que forma los sistemas frontales.
Esta área tiene un clima que se conoce como “templado frío lluviosos” que se extiende desde la parte sur de la X Región de Los Lagos hasta el estrecho de Magallanes. Aquí se registran las máximas cantidades de precipitaciones, en isla Guarello se han alcanzado hasta 9.000 mm anuales.
La nubosidad atmosférica es alta, los días despejados son escasos. La amplitud térmica es reducida, la oscilación anual es de aproximadamente 4 °C con una temperatura media de 9 °C. Precipita durante todo el año siendo más lluvioso hacia el otoño.
Existen solo dos estaciones: verano e invierno. El verano comienza en septiembre y los vientos empiezan a rondar del NW al SW. Los días comienza a ser más largos y en octubre puede haber algunos días despejados. En los meses de diciembre, enero y febrero los vientos ya soplan casi exclusivamente del SW con gran intensidad.
Las lluvias, en esta estación, son frecuentes pero no tan persistentes como en el invierno y se presentan bajo la forma de fuertes y copiosos chubascos. La mejor época del año es la que va de febrero a abril. En mayo se observan bravezas de mar que traen mucha marejada. En mayo caen las primeras nevazones las que continúan durante todo el invierno. Las nevazones a veces son tan espesas que la visibilidad se ve reducida a no más de 100 metros. El viento ha rondado al NW. Los meses de junio y julio se consideran los peores del año. El mal tiempo es el estado normal de la región, el buen tiempo es un accidente transitorio.
En la mayoría de los senos, esteros y canales las tierras altas hacen cambiar la dirección del viento verdadero. El viento tiende a soplar a lo largo de los canales, siguiendo su dirección y hacia abajo en los valles.
En los puertos y fondeaderos que se encuentran a sotavento de las tierras altas, cuando los chubascos que soplan por lo alto encuentran quebradas o valles, bajan por ellos en forma repentina y violenta, a estos chubascos se les conoce como “williwaws”.
El viento dominante en toda la zona según el mes es: enero del NW – febrero del W – marzo y abril del W – mayo ronda al S – junio cambia al SW – julio y agosto entre el W al SW – septiembre del E y del N – octubre del W – noviembre del W al NW y en diciembre del WNW.

## Oceanografía
Las costas del estuario y sus brazos no ofrecen fondeaderos para ningún tipo de embarcación.

## Flora y fauna
La costa litoral e islas son rocosas de origen volcánico sin capa vegetal en la que crecen líquenes y musgos sobre una masa esponjosa, pero en las laderas y hondonadas crece un bosque tupido en el que se encuentran Roble s, ciprés de las Guaitecas y Mañíos de porte mediano pero en algunos lugares pueden encontrarse recto de hasta ocho metros de altura. También hay comestibles como canelo, haya, tepú y leñadura. Entre los arbustos se encuentran el arrayán, el mechai, calafate, la murtilla, el apio silvestre y la fuccia silvestre.
El reino animal es muy reducido, se pueden encontrar el zorro y algunos roedores. Hay lobos y nutrias. Entre las aves terrestres y acuáticas podemos encontrar el martín pescador, el tordo, el zorzal, el cisne, el pato, el pingüino, el canquén, la gaviota y el quetro o pato a vapor. Entre los peces se encuentran el róbalo, el pejerrey, el blanquillo y la vieja. Entre los mariscos hay centollas, jaibas, erizos y choros.

## Historia
A contar de 1520, con el descubrimiento del estrecho de Magallanes, pocas regiones han sido tan exploradas como la de los canales patagónicos. En las cartas antiguas la región de la Patagonia, entre los paralelos 48° y 50° Sur, aparecía ocupada casi exclusivamente por una gran isla denominada “Campana” separada del continente por el “canal de la nación Calén”, nación que se supuso existió hasta el siglo XVIII entre los paralelos 48° y 49° de latiutd sur.
Desde mediados del siglo XX esos canales son recorridos con seguridad por grandes naves de todas las naciones, gracias a los numerosos reconocimientos y trabajos hidrográficos efectuados en esas peligrosas costas.
Por más de 6.000 años estos canales y sus costas han sido recorridas por los kawésqar, indígenas, nómades canoeros. Hay dos hipótesis sobre su llegada a los lugares de poblamiento. Una, que procedían del norte siguiendo la ruta de los canales chilotes y que atravesaron hacia el sur cruzando el istmo de Ofqui. La otra es que procedían desde el sur y que a través de un proceso de colonización y transformación de poblaciones cazadoras terrestres, procedentes de la Patagonia Oriental, poblaron las islas del estrecho de Magallanes y subieron por los canales patagónicos hasta el golfo de Penas. A comienzos del siglo XXI este pueblo había sido prácticamente aniquilado por la acción del hombre blanco.

## Expediciones y trabajos hidrográficos
El comandante Pringle Stokes del HMS Beagle en 1828 estuvo trabajando en el golfo de Penas desde mediados de abril hasta fines de junio, poco más de dos meses y durante ese tiempo experimentó excesivo mal tiempo, frecuentes y prolongados temporales e incesante lluvia y granizadas.
Stokes con su buque permaneció desde el 28 de mayo hasta el 10 de junio fondeado en la entrada del estuario Boca de Canales en los alrededores de las islas Hazard. Según sus palabras: "estuvimos detenidos por el peor tiempo que nunca había experimentado; estábamos fondeados con tres anclas y los masteleros trincados". Encontraron los restos de algunos wigwams largo tiempo abandonados. Este fue el punto más al norte en que encontraron huellas de seres humanos.
En diciembre de 1829 la goleta Adelaide, bajo el mando de teniente Skyring, zarpó desde Chiloé al golfo de Penas para levantar las partes no trabajadas por el Beagle. Arribó al cabo Tres Montes el 14 de diciembre y esa misma tarde fondeó en puerto Barroso. Hasta el 19 de enero de 1830 recorrió en bote el río San Tadeo y descubrió el río Negro, levantó el seno Jesuita y luego la Boca de Canales y se dirigieron a las Guayaneco y continuaron cumpliendo sus tareas hacia el sur.